# Sam Ficken
Samuel James Ficken (* 14. Dezember 1992 in Valparaiso, Indiana) ist ein US-amerikanischer American-Football-Spieler auf der Position des Kickers. Er stand zuletzt bei den Detroit Lions in der National Football League (NFL) unter Vertrag.

## NFL
Sam Ficken unterschrieb im Juli 2016 bei den Jacksonville Jaguars seinen ersten NFL-Vertrag. Nach einem Monat trennte der Club aus Florida sich jedoch wieder von Ficken. Die Kansas City Chiefs gaben Sam Ficken im August 2017 wegen der Verletzung des Kickers Cairo Santos einen Vertrag. Auch die Chiefs verließ Ficken jedoch nach einem Monat.
Im Dezember 2017 unterschrieb er einen Vertrag bei den Los Angeles Rams. Er kam in den letzten beiden Spielen der Regular Season für die Rams zu seinen ersten Einsätzen in der NFL. An Heiligabend erzielte er seine ersten Punkte in der NFL – er verwandelte drei von vier Extrapunkten gegen die Tennessee Titans. An Silvester schoss er dann im Spiel gegen die San Francisco 49ers seine ersten beiden Field Goals in der NFL.
Am 6. Januar 2018 erzielte Sam Ficken für die Rams in den Play-offs der Saison 2017 gegen die Atlanta Falcons zwei Field Goals. Die Rams verloren jedoch mit 13:26 gegen die Falcons. Im Rahmen der finalen Kaderverkleinerung auf 53 Spieler vor Beginn der Regular Season 2018 wurde er entlassen. Nach einer weiteren Verletzung von Greg Zuerlein wurde er von den Rams am 17. September wieder eingestellt. Am 3. Oktober 2018 wurde er wieder entlassen. Anfang Januar 2019 verpflichteten die Seattle Seahawks Ficken. Nachdem die Seahawks Jason Myers verpflichtet hatten, trennten sie sich im April von Ficken. Wenig später nahmen ihn die Green Bay Packers unter Vertrag.
In Green Bay konnte er sich nicht gegen Mason Crosby durchsetzen und wurde vor Saisonbeginn entlassen. Nach dem ersten Spieltag der Saison 2019 nahmen ihn die New York Jets unter Vertrag, nachdem deren Kicker Kaare Vedvik im ersten Saisonspiel einen Extrapunkt und ein Field Goal vergeben hatte. In der Saison 2019 kam er in 15 Partien zum Einsatz, im Jahr darauf verpasste er fünf Partien verletzungsbedingt. Vor dem letzten Spiel der Saison 2020 entließen die Jets Ficken, der durch Chase McLaughlin ersetzt wurde. Ficken unterschrieb kurz darauf wieder in New York, wurde aber in der Saisonvorbereitung am 30. Juli 2021 erneut entlassen. Daraufhin nahmen die Tennessee Titans ihn über die Waiver-Liste unter Vertrag. Wegen einer Leistenverletzung wurde er vor dem ersten Spieltag auf die Injured Reserve List gesetzt und kam in der Folge nicht zum Einsatz.
Am 11. Oktober 2022 nahmen die Detroit Lions Ficken für ihren Practice Squad unter Vertrag.